# Eishockey-Europameisterschaft der Frauen 1989
Die 1. Eishockey-Europameisterschaft der Frauen fand vom 3. bis zum 9. April 1989 in Düsseldorf und Ratingen in Deutschland statt. Die Mannschaften auf den Plätzen 1 bis 5 qualifizierten sich für die 1. Eishockey-Weltmeisterschaft der Frauen im Folgejahr.

## Qualifikation
|  | Großbritannien   | 2:4 (0:0, 1:2, 1:2) 2:4 (0:3, 1:0, 1:1) | Niederlande | Chelmsford, England Chelmsford, England          |
|  | Tschechoslowakei | 1:1 (0:0, 1:1, 0:0) 4:1 (1:0, 1:0, 2:1) | Frankreich  | Plzeň, Tschechoslowakei Beroun, Tschechoslowakei |

## Vorrunde
Gruppe 1
| Spiele         | SWE  | NOR  | SUI  | NED  | Tore  | Pkt. |
| -------------- | ---- | ---- | ---- | ---- | ----- | ---- |
| 1. Schweden    |      | 2:0  | 10:3 | 12:0 | 24:03 | 6:0  |
| 2. Norwegen    | 0:2  |      | 4:4  | 14:0 | 18:06 | 3:3  |
| 3. Schweiz     | 3:10 | 4:4  |      | 17:1 | 24:15 | 3:3  |
| 4. Niederlande | 0:12 | 0:14 | 1:17 |      | 01:43 | 0:6  |

Gruppe 2
| Spiele              | FIN  | BRD  | DEN  | ČSSR | Tore  | Pkt. |
| ------------------- | ---- | ---- | ---- | ---- | ----- | ---- |
| 1. Finnland         |      | 5:0  | 18:0 | 34:0 | 57:0  | 6:0  |
| 2. BR Deutschland   | 0:5  |      | 2:0  | 15:0 | 17:05 | 4:2  |
| 3. Dänemark         | 0:18 | 0:2  |      | 6:0  | 06:20 | 2:4  |
| 4. Tschechoslowakei | 0:34 | 0:15 | 0:6  |      | 00:55 | 0:6  |

## Zwischenrunde
| Spiele um Platz 5 bis 8 | Dänemark | 2:1 (1:0, 1:1, 0:0) | Niederlande      |  |
|                         | Schweiz  | 9:3 (3:3, 3:0, 3:0) | Tschechoslowakei |  |
| Halbfinale              | Finnland | 9:1 (2:0, 5:1, 2:0) | Norwegen         |  |
|                         | Schweden | 4:3 (2:1, 2:1, 0:1) | BR Deutschland   |  |

## Finalspiele
| Spiel um Platz 7 | Tschechoslowakei | 7:1 (3:0, 3:0, 1:1)                 | Niederlande |  |
| Spiel um Platz 5 | Schweiz          | 3:1 (0:0, 1:1, 2:0)                 | Dänemark    |  |
| Spiel um Platz 3 | BR Deutschland   | 2:1 n. P. (0:0, 1:1, 0:0, 0:0, 1:0) | Norwegen    |  |
| Finale           | Finnland         | 7:1 (4:0, 1:0, 2:1)                 | Schweden    |  |

### Meistermannschaften
| Europameister Finnland | Liisa-Maria Sneck, Kati Ahonen – Katri-Helena Luomajoki, Päivi Halonen, Tuija Kohonen, Maria Novitsky, Jaana Rautavoma, Anne Haanpää – Sari Fisk, Marianne Ihalainen, Johanna Ikonen, Katri Javanainen, Liisa Karikoski, Riikka Nieminen, Joana Peltonen, Tiina Pihala, Tiia Reima, Sari Krooks, Ulla Saarikko        |
| Silber Schweden        | Agneta Nilsson, Annica Åhlén – Eva-Lena Björk, Helena Nyberg, Karin Andersson, Maria Hedlund, Susanne Mörne, Tina Björk – Annika Persson, Annette Järvi, Camilla Kempe, Kristina Bergstrand, Lisa Plahn, Malin Persson, Pernilla Hallengren, Petra Jonsson, Petra Wickström, Susanne Ceder Trainer : Christer Höglund |
| Bronze Deutschland     | Birgit Achtermann, Beate Bart, Kira Berger, Maria Ettensberger, Christina Fellner, Ilona Holliday, Sandra Kinza, Karin Korn, Brigitte Kuchler, Karin Obermaier, Cornelia Ostrowski, Claudia Patzold, Stefanie Putz, Elvira Saager, Silvia Schneegans, Monika Spring, Aurelia von der Strass Trainer : Pia Sterner     |

## Auszeichnungen
| Auszeichnung        | Spieler            | Team           |
| ------------------- | ------------------ | -------------- |
| Top-Scorerin        | Kim Urech          | Schweiz        |
| Beste Torhüterin    | Maria Ettensberger | BR Deutschland |
| Beste Verteidigerin | Susanne Mörne      | Schweden       |
| Beste Angreiferin   | Sari Krooks        | Finnland       |

All-Star-Team
| Angriff:      | Sari Krooks – Kim Urech – Marianne Ihalainen |
| Verteidigung: | Sandra Kinza – Anne Haanpää                  |
| Tor:          | Lene Rasmussen                               |